# Franklin, Connecticut
Franklin är en kommun (town) i New London County i delstaten Connecticut, USA. Vid folkräkningen år 2000 bodde 1 835 personer på orten. Den har enligt United States Census Bureau en area på totalt 50,8 km² varav 0,2 km² är vatten.